# Vance Joy
James Gabriel Keogh (Melbourne, 1 december 1987), beter bekend onder zijn artiestennaam Vance Joy, is een Australisch singer-songwriter. Op 22 maart 2013 verscheen zijn debuutalbum God Loves You When You're Dancing. Vance Joy werd bij het grote publiek bekend dankzij zijn single Riptide. Zijn muziek valt binnen indiepop en (indie)folk.

## Carrière
Voor zijn muzikale carrière liep Keogh school aan de St. Patrick's Primary School in Melbourne. Ook speelde hij Australian football. In 2005 sloot hij zijn middelbareschoolloopbaan af aan het St Kevin's College in Toorak en in 2010 studeerde hij met een diploma rechten af aan de Monash-universiteit.
Met zijn talent voor zingen en gitaar-, ukelele- en pianospelen leek een zekere toekomst als muzikant voor Keogh weggelegd. Onder de naam Vance Joy verscheen in 2013 zijn eerste album God Loves You When You're Dancing, uitgebracht door het label Liberation Music. Hiervan werd vooral het nummer Riptide populair. In mei 2015 stond de hit 107 weken in de ARIA Charts, waarmee het record van Poker Face van Lady Gaga (106 weken) verbroken werd. Ook internationaal ging er heel wat aandacht naartoe.
In september 2014 verscheen de ep Dream Your Life Away. Dit album kreeg over het algemeen heel goede kritieken en stond in de ARIA Charts meteen op nummer één. Het nummer Mess Is Mine werd overigens opgenomen in de soundtrack-lijst van FIFA 15.
Op de ARIA Music Awards van 2015 ontving Vance Joy de prijs voor beste mannelijke artiest. Daarnaast was hij nog voor zes andere prijzen genomineerd.
Op 23 februari 2018 verscheen zijn derde album Nation of Two.

## Discografie
- God Loves You When You're Dancing (2013)
- Dream Your Life Away (2014)
- Nation of Two (2018)

### NPO Radio 2 Top 2000
| Nummer met noteringen in de NPO Radio 2 Top 2000 | '22  | '23  | '24  |
| ------------------------------------------------ | ---- | ---- | ---- |
| Riptide                                          | 1925 | 1793 | 1740 |

1. ↑  Een vetgedrukt getal geeft de hoogste notering aan.
2. ↑  2022 was het eerste jaar met een notering voor dit nummer.